# United Devices Cancer Research Project
Bij dit non-profit distributed computing project onder leiding van United Devices wordt gezocht naar medicijnen tegen kanker. In april 2001 is het onderzoek gestart met de eerste fase van het project, met behulp van de analysemethode THINK. In deze fase werden ongeveer 3,5 miljard moleculen oppervlakkig gescand op sommige eigenschappen, met als doel de meest kansrijke kandidaten voor een medicijn te selecteren.
In de zomer van 2002 is de tweede fase van start gegaan, met een betere analysemethode, namelijk LigandFit. De moleculen die in de eerste fase van het project grof gefilterd zijn worden opnieuw bekeken en aan andere, uitgebreidere onderzoeken onderworpen.
Ook worden er naast het hoofdproject regelmatig nieuwe projecten gelanceerd. Zo werd onlangs het project tegen pokken afgerond en een nieuw project (Human Proteome Folding) samen met IBM opgestart.